# 第126师团
第126师团（Dai-hyakunijūroku Shidan）是日本帝国陆军的一个步兵师团。它的代号是英断兵团（Eidan Heidan） 。该师团于1945年1月16日在密山成立。师团的核心是妙岭要塞第十二边防团、观月台要塞边防十一独立团、半截河要塞第三边防团、第三骑兵旅的一部分和第25师团留守人员。第126师团被永久分配到第5军。 

## 行动
1945年7月，该师团已达到满编，并将炮兵连扩大到第126炮兵团，并增加了第126空降（突击）营，到1945年8月9日，师团总人数从12500人扩大到19000人。尽管如此，其炮兵的战斗力仍然不足。炮兵团只有21门38式10厘米加农炮，而步兵团只有步兵支援炮所需补给的一半。此外，缺乏机枪、弹药和人员素质低下，导致关东军司令部估计第126师团的战斗能力仅为常备师团第12师团的20%。
从1945年6月9日起，第126师团的任务是保护牡丹江
1945年8月9日，在苏联入侵满洲之初，第126师团与红军红旗第一集团军的6个步枪师和3个装甲旅对抗。在撤退到林口县时，126炮团的部分人员卷入了麻山事件——一部分日本难民被迫自杀，造成1300名平民死亡。
该师在得到独立反坦克31营、工兵第18团、第20重炮团第2连增援后，与第135师团一同在牡丹江组织防线。1945年8月14日，红军开始发动大规模进攻，但第126师团的防线一直到16日才被苏军攻破，为牡丹江日本侨民争取时间逃离。由于日军的顽强抵抗，苏军停止了进攻牡丹江的企图，并绕过了南翼的城市。
第126师团于1945年8月17日向红军投降，并于1945年8月18日解除武装。大部分士兵被苏联俘虏。据统计，大约有4000人在战斗中或在西伯利亚劳改营里丧生。